# Шугин, Владимир Иванович
Владимир Иванович Шугин (22 марта 1946 — 14 декабря 2023) — советский хоккеист, нападающий, советский, российский тренер.

## Биография
Воспитанник «Металлурга» Серов, тренеры Арсентий Боровиков и Лев Моисеев. Выступал за «Металлург» (1962/63 — 1966/67), «Металлург» Новокузнецк (1967/68), «Автомобилист» Свердловск (1968/69 — 1971/72, 1974/75 — 1975/76), «Спутник» Нижний Тагил (1972/73 — 1973/74, 1977/78). В 1 группе класса «А» провёл три сезона (1967/68 — 1969/70).
В «Автомобилист» — тренер (1978—1979, 1980—1985), старший тренер (1979—1980; на протяжении 12 матчей первенства-1982 — и. о.). Главный тренер команд «Нефтяник» Альметьевск (1985—1988), «Металлург» (1990—1999), «Факел» Лесной (2003—2007), «Металлург» Серов (2008—2010, юноши 1998 года рождения). Работал тренером в УОР (Свердловск, 1988—1990), тренером по физической подготовке команды по хоккею с мячом «СКА-Свердловск».
Скончался 14 декабря 2023 года в возрасте 77 лет. Перед сезоном 2024/25 именной свитер Владимира Шугина был поднят под своды ледовой арены «Металлург».